# Korobkî, Kahovka
Korobkî (în ucraineană Коробки) este o comună în raionul Kahovka, regiunea Herson, Ucraina, formată numai din satul de reședință.

## Demografie
Componența lingvistică a comunei Korobkî
     Ucraineană (91,54%)
     Rusă (8,12%)
     Alte limbi (0,26%)
Conform recensământului din 2001, majoritatea populației comunei Korobkî era vorbitoare de ucraineană (91,54%), existând în minoritate și vorbitori de rusă (8,12%).